# Zamharīr
Zamharīr (persiska: زَمهَری, زَمهَرير, زمهریز, Zamharīz, زمهریر) är en ort i Iran.   Den ligger i provinsen Östazarbaijan, i den nordvästra delen av landet, 600 km nordväst om huvudstaden Teheran. Zamharīr ligger 1 909 meter över havet och antalet invånare är 162.
Terrängen runt Zamharīr är lite bergig. Runt Zamharīr är det ganska tätbefolkat, med 70 invånare per kvadratkilometer. Närmaste större samhälle är Zonūz, 6,3 km söder om Zamharīr. Trakten runt Zamharīr består i huvudsak av gräsmarker.